# 公益通報者保護法
公益通報者保護法（こうえきつうほうしゃほごほう、平成16年6月18日法律第122号）は、一般にいう内部告発を行った労働者（公益通報を行った本人）の保護に関する日本の法律である。
2004年（平成16年）6月18日公布、2006年（平成18年）4月1日施行。
消費者庁公益通報・協働担当参事官が所管し、厚生労働省雇用環境・均等局雇用機会均等課と連携して執行にあたる。2009年の消費者庁発足前は、内閣府国民生活局総務課が所掌していた。

## 内容
内部告発者に対する解雇や減給やその他不利益な取り扱いを無効としたものである。この法律により公益通報者が保護されることとなる法律を定める他、通報先と保護される要件が決められている。
労働法の一つとして位置づけられ、保護の対象となるのは、当該事業者に従業等する公益通報者となる労働者のみである。ある労働者にとって雇用元はもちろん、労働者派遣の派遣先のほか、雇用元または労働者派遣の派遣先の事業者が、他の事業者との請負契約その他の契約に基づいて事業を行う場合には、当該労働者が当該事業に従事するときにおける当該他の事業者が、例えば刑法に刑罰規定のある犯罪行為を行っているなどの通報対象事実があれば、当該労働者は本法の保護を受ける公益通報が行える。当該通報対象事実は、同法別表にある7の法律のほか、政令にある約400の法律の違反行為のうち、犯罪とされているもの又は最終的に刑罰で強制されている法規制の違反行為（最初は監督官庁から勧告、命令などを受けるだけだが、それを無視していると刑罰が科されるもの）である。つまり、あらゆる違法行為が対象となっているわけではないし、倫理違反行為が対象となっているわけでもなく、刑罰や過料につながる法令違反行為に限られる。
なお、公益通報、内部告発には刑事訴訟法における告発としての効果は無い。
通報先は以下の3つであり、「1号通報」のように通称が使用されている。
1. 役務提供先（事業者内部または事業者が定めた内部通報窓口への内部通報、1号通報）
2. 権限を有する行政機関等（監督官庁・警察・検察庁等の取締り当局への通報、2号通報）
3. その他外部（報道機関、消費者団体、国会議員、地方議員等への外部通報、3号通報）

上記通報先によって、それぞれ保護されるための要件が異なる。これは、事業者内部への通報は企業イメージが下がるなどのおそれがまったくないことから虚偽の通報に伴う弊害が生じないのに対し、事業者外部への通報はそのような弊害が生じるおそれがあることから設けられた差異である。なお、3.の通報は、A「通報内容が真実であると信ずるにつき相当の理由（＝証拠等）」、B.恐喝目的・虚偽の訴えなどの「不正の目的がないこと」、C.内部へ通報すると報復されたり証拠隠滅されるなど外部へ出さざるを得ない相当な経緯という、3つの要件が必要となっている。結果的に内部告発の事実が証明されなかったとしても、告発した時点で、告発内容が真実であると信ずる相当な根拠（証拠）があれば保護される。また、内部告発には、通常、日ごろの会社の処遇への不満が含まれ、動機は「混在」するのが一般的だが、だからと言って不正目的の内部告発だということにはならない。
ただし、同法施行前であっても、過去の裁判例では、通報者が労働関係上の不利益を被った場合に解雇が無効とされたり、損害賠償が認められるなど事例がかなり蓄積されてきており、同法で通報者が保護されない場合でも、判例で確立されてきた一般法理によって保護される可能性が十分にある。
同法は、すべての「事業者」（大小問わず、営利・非営利問わず、法人・個人事業者問わず）に適用される。学校法人、病院などの組織にも適用される。なお、同法の適用を受ける事業者のために、消費者庁は通報窓口設置のためのガイドラインも出している。
改正（令和４年６月１日施行）で300人超の法人に内部通報制度の整備が義務付けられ、通報窓口の担当者に守秘義務を課し、情報を漏洩した場合には30万円の罰金が科せられる。

## 保護の対象者
2条2項は、「公益通報者とは公益通報をした労働者」と規定する。この労働者とは、同条1項括弧書きにより「労働基準法第9条に規定する労働者」である。ただし、労働基準法第9条の対象外であっても公務員は公益通報者保護制度の対象者となる（本法第7条。ただし保護対象に制限あり）。
改正で保護の対象者は労働者から、役員や退職後1年以内の元社員に拡大された。

## 事例

### SNSの投稿が公益通報（3号通報）として認められなかった事例
2022年7月、ある商社が運営するフランチャイズ店舗の元従業員が「店舗にナメクジが大量発生していた」などの内容をSNS上に投稿した。商社はフランチャイズ契約を打ち切られ、店舗を閉店を余に追い込まれた。
商社はSNSへの投稿により業務を妨害されたとして、警察に被害届を提出。2024年2月に警察は元従業員を威力業務妨害の疑いで逮捕。同年3月、地検は元従業員を偽計業務妨害罪として起訴。同年5月9日、地方検察は元従業員を店長に対する侮辱、名誉毀損の罪で追起訴。同年10月、地方裁判所は、元従業員に懲役1年の実刑判決を言い渡した。
本件の刑事裁判において、争点とされたのは『ナメクジの大量発』の投稿で、被告側（元従業員）弁護士も「SNSで告発したことは告発方法の正当性がない」として、偽計業務妨害罪の適用は争わないが、ナメクジの大量発生は事実だと主張し、ナメクジが1匹確認できる画像が入った店長と元従業員とのLINEのやりとりのスクリーンショットを証拠として提出した。
地方裁判所は、元従業員の供述や証拠を信用できないとして「大量のナメクジが発生していたという事実はなかった」と認定、「被告人は、不特定多数の者が閲覧するSNS上で、被害店舗の衛生環境に関して大きく誇張した内容等を投稿したり、店長に対して差別的・侮辱的な内容を投稿したりすることをくり返しているのであって、犯行態様は相当に悪質である」「本件は公益通報を目的とした事案ではなく、被害店舗内でナメクジが目撃されたことがあったこと自体は事実であることを考慮しても、本件犯行動機及び経緯に酌むべき事情があるとは言い難い」として、SNSへの投稿を公益通報（3号通報）として認めなかった。

## その他
日本以外の類似の例として、
英国では1998年に「公益開示法 (Public Interest Disclosure Act)」、
米国では1989年に「内部告発者保護法 (Whistleblower Protection Act)」、が制定されている。
日本では、1974年にトラック業界のカルテルを告発したトナミ運輸元社員（2006年9月20日退職）串岡弘昭が、告発で名前が秘匿されなかった為にトナミ運輸より恨まれ32年間も閑職しか与えられなかったという実例がきっかけになり、同法が設立された。
保護されることとなる法令違反行為は別表に掲げられている7本の法律のほかは「個人の生命又は身体の保護、消費者の利益の擁護、環境の保全、公正な競争の確保その他の国民の生命、身体、財産その他の利益の保護に関わる法律として政令で定めるもの」とされており政令（公益通報者保護法別表第八号の法律を定める政令）で法律名を列挙することとなっている。当初は、国会が開かれ、新法が制定されるとある程度まとめて政令改正の検討が行われ、毎年2回程度政令改正が行われていたが、その後新法の制定の都度に政令を改正しており、改正の回数が増加している。